# Город бездны
«Город Бездны» — научно-фантастический роман 2001 года британского писателя Аластера Рейнольдса, действие которого происходит во вселенной «Пространства Откровения». В нём поднимаются темы личности, памяти и бессмертия, а многие сцены посвящены описанию необычной социальной и физической структуры одноимённого города, важного узла во вселенной Рейнольдса. Роман получил премию Британской ассоциации научной фантастики в 2002 году.

## Сюжет
«Город Бездны» написан и в основном изложен от имени Таннера Мирабеля, эксперта по безопасности, который приехал в Город Бездны, чтобы отомстить за смерть жены своего бывшего клиента, убитой «постморталом» по имени Аргент Рейвич.
Таннер прибывает и обнаруживает, что Йеллоустоун, самая передовая цивилизация в истории человечества, скатилась в нищету; инопланетный нанотехнологический вирус, известный как Чума Слияния, разрушил систему. Город Бездны, густой лес из многомильных небоскрёбов, способных менять форму, превратился в трущобы. Сверкающий пояс, блестящее созвездие из десятков тысяч орбитальных жилых спутников, был сокращён до «Ржавого Пояса» из нескольких сотен выживших, в основном примитивных и до-нанотехнологических древностей.
В этом хаосе чумы и разрухи Таннер ищет свою цель, чтобы обнаружить, что Рейвич оказался более хитрым, чем он думал. В разгар своей охоты он начинает переживать вызванные вирусом флэшбеки из жизни Скай Хаусманна, основателя его родного мира, Край Неба, которого одновременно почитают и ненавидят за преступления, совершённые им ради своего народа.
Из глубин газового облака в сердце Города Бездны до аристократического купола, простирающегося над остатками небоскрёбов, Мирабель начинает распутывать тайну Чумы Слияния.

## Награды и номинации
«Город Бездны» получил премию Британской ассоциации научной фантастики в 2002 году.